# L'Été perdu
 (juillet 2025).
Pour plus de détails, voir Fiche technique et Distribution.
L'Été perdu est un court métrage documentaire réalisé par Dominique Théron et sorti en 1987.
Il retrace par petites touches l'univers et le travail de son père, le peintre Pierre Théron (1918-2001).
Il a reçu le César du meilleur court métrage documentaire en 1988.
Il a été présenté au cours d'une exposition consacrée à l'artiste à Roques en 2012.

## Fiche technique
- Titre : L'Été perdu
- Réalisation : Dominique Théron
- Image : Dominique Théron
- Montage : Hélène Ducret
- Musique originale : Dominique Dalmasso
- Production/diffusion : Archipel productions
- Format: 35 mm
- Durée : 7 minutes
- Date de sortie : 1987